# 罗萨里奥 (巴西)
罗萨里奥是巴西马拉尼昂州的一个市镇。总面积685.027平方公里，总人口37875人，人口密度55.3人/平方公里。